# گرانت کرامر
گرانت کرامر (انگلیسی: Grant Cramer؛ زادهٔ ۱۰ نوامبر ۱۹۶۱) فیلم، بازیگر، تهیه‌کننده اهل ایالات متحده آمریکا است.

## فیلم‌شناسی
بازیگر:
- New Year's Evil (۱۹۸۰)
- بدن‌های سخت (۱۹۸۴)
- Killer Klowns from Outer Space (۱۹۸۸)
- An Inconvenient Woman (‍۹۹‍)
- درود بر سزار (۱۹۹۴)
- ماخ ۲ (۲۰۰۱)
- Raptor (۲۰۰۱)
- The Still Life (۲۰۰۶)
- Follow the Prophet (۲۰۰۹)
- Beyond (۲۰۱۲)
- سرزمین عجایب ویلی (۲۰۲۱)

تهیه‌کننده:
- کارمزدها (۲۰۱۲) … مدیر اجرایی تولید
- آتش در ازای آتش … مدیر اجرایی تولید
- پایان کشیک (۲۰۱۲) … مدیر اجرایی تولید
- امپایر استیت … مدیر اجرایی تولید
- سرزمین منجمد (۲۰۱۳) … مدیر اجرایی تولید
- نقشه فرار (۲۰۱۳) … مدیر اجرایی تولید
- ۲ اسلحه (۲۰۱۳) … مدیر اجرایی تولید
- تنها بازمانده (۲۰۱۳) … مدیر اجرایی تولید
- این نیز بگذرد (۲۰۱۴) … مدیر اجرایی تولید
- مرد نوامبر (۲۰۱۴) … مدیر اجرایی تولید
- نوعی زیبایی (۲۰۱۴) … تهیه‌کننده، Second Unit Coordinator
- عدالت شمالی: گروه تندر (۲۰۱۹) … مدیر اجرایی تولید
- جنگ با پدربزرگ (۲۰۲۰) … مدیر اجرایی تولید
- Followed (۲۰۲۰) … مدیر اجرایی تولید
- سرزمین عجایب ویلی (۲۰۲۱) تهیه‌کننده، Second Unit Director